# Martin Tjøtta
Martin Tjøtta (født 27. januar 2001 i Oslo) er en cykelrytter fra Norge, der kører for Fejl i Modul:Cykelhold: Wikidata-entitet ikke angivet..